# 吳江龍
吳江龍（16世紀—17世紀），字德普，號見田，南直隸寧國府涇縣茂林都人，明朝軍事人物。

## 生平
吳江龍自小失去雙親，親自照顧祖母和兩名弟弟，有孝順聲譽。長大後曾參與科考失敗，因此棄文就武，成萬曆三十五年（1607年）武進士，獲授廣東都司柘林守備，擒殺海盜桃花老等一百零三人，破烏船六十多隻，並於黑水洋驅逐紅夷。以功陞任貴州都司，奉詔討伐苗寇，斬殺阿由蒲三、老貫鵝、阿藏王三等苗酋，同期又提調四十三年（1615年）乙卯科的鄉試，代理布政使司事務，獲賞襲本衛百戶，但他辭去不受。
不久吳江龍協助平定清浪土苗，就任後立刻獨身前往苗人住處諭以順逆，令苗族人歸順；遷官廣西昭平參將，堅壁清壘使廣東連賊八排版歸服，再升為永寧副總兵。安邦彥作亂，將領都逗遛不進，他請求監軍代領出戰，卻沒人配合，因此告歸，以詩文自娛終老。
孫子吳維駿是康熙九年的進士。

## 引用
1. 1 2  嘉慶《涇縣志·卷十八·人物》：吳江龍，字德普，號見田，茂林都人。父尚志弱冠補邑庠生……江龍少失怙恃，挈兩弟事祖母以孝聞，攻舉子業不售，棄就武登萬歷丁未進士，授廣東柘林守備，殺海賊桃花老等一百零三人，破烏船六十餘隻，逐紅夷于黑水洋。以功陞貴州都司，會苗仲為寇，受大司馬檄襄戎事，斬阿由蒲三、老貫鵝、阿藏王三等酋，詔書褒賞襲本衛百戶，辭不受。未幾協鎮清浪土苗，負固肆掠牛角黃柏，諸山皆險絕，甫蒞任即馳單騎諭以順逆，苗感泣皆遵約束；遷廣西昭平參將，時廣東連賊八排版叛，西人騷動，江龍扎守連界桂嶺，堅壁壘示信義，賊疾遺之藥餌，賊謂：「羊叔子復生。」皆慕德歸服。升永寧副總兵，安酋亂憤援黔，諸將逗遛不進，請諸監軍願耑當一而志不協，遂告歸以詩文自娛終于家。又官貴州時嘗提調乙卯科鄉試，署布政司事；孫維駿進士，別有傳，曾孫以下仕宦不絕，科甲稱盛。 錢志、吳氏家乘
2. ↑  光緖《重修安徽通志·卷二百三十·人物志·武功一》：吳江龍，字見田，涇縣人，萬歷丁未武進士，授廣德柘林守備，擒斬海賊桃花老等。升貴州都司，會有苗寇奉檄襄戎事，屢擒賊酉，詔書褒賞；協鎮清浪土苗，負固單騎馳諭，皆感激聽約束，遷廣西昭平參將，復諭服廣東諸賊，升永甯副總兵，告歸卒於家。《寧國府志》
3. ↑  嘉慶《寧國府志·卷二十七·人物志·宦跡》：吳江龍號見田。以武甲科授廣東守備，升貴州都司。與平苗功下璽書褒賞，協鎮清浪。土苗負固肆掠，龍單騎馳諭，一遵約束，斬阿由蒲三，老貫鵝，阿藏王三等。又提調乙卯科鄉試，署布政司事，遷廣西。時連賊八排板擁眾叛，勢張甚，龍至悉平。累官永寧副總兵，歸以壽終。孫維駿，康熙庚戌進士。乾隆府志